# Makole (Tanga)
Makole è una circoscrizione rurale (rural ward) della Tanzania situata nel distretto di Muheza, regione di Tanga. Conta una popolazione di 6 536 abitanti (censimento 2022).